# 劉逢愷
劉逢愷（1510年—1567年），字虞讓，號策斋，江西吉安府泰和縣人，民籍，明朝官员。

## 生平
嘉靖十三年（1534年）甲午科江西鄉試第十四名舉人。嘉靖二十年（1541年）中式辛丑科會試第一百四十八名，登第三甲第一百八十六名進士。
嘉靖二十二年（1543年），授知慈谿縣，二十五年本省同考，丁内艱歸。二十九年（1550年），起補庐江县知县，擢工部都水司主事，寻以外艱去。再起为武选司主事，未几，改光禄寺丞。三载秩满，量移尚宝司卿。严嵩倒台后，擢任太仆寺少卿，被弹劾免官。卒年五十八。

## 家族
曾祖劉仕昇；祖父劉汪；父劉端祥，號坦溪；母周氏。具庆下。